# Lampropeltis annulata
Espèce
Synonymes
- Lampropeltis triangulum annulata Kennicott, 1861
- Lampropeltis triangulum dixoni Quinn, 1983

Lampropeltis annulata est une espèce de serpents de la famille des Colubridae.

## Répartition
Cette espèce est endémique du Mexique. Elle se rencontre au Tamaulipas, au Nuevo León, au Coahuila, au San Luis Potosí, au Guanajuato, au Querétaro et en Hidalgo.
Sa présence est incertaine au Texas.

## Publication originale
- Kennicott, 1860 : Descriptions of new species of North American serpents in the museum of the Smithsonian Institution, Washington. Proceedings of the Academy of Natural Sciences of Philadelphia, vol. 12, p. 328-338 (texte intégral).